# フェリックス・ブロッホ
フェリックス・ブロッホ（Felix Bloch, 1905年10月23日 - 1983年9月10日）は、スイスのユダヤ系物理学者で、後にアメリカに移住し働いた。

## 生涯と業績
スイスのチューリッヒに生まれる。同所に学び、同じくチューリッヒにあるチューリッヒ工科大学に学ぶ。当初は工学を学んだが、じきに物理に変更する。1927年に卒業し、ライプツィヒ大学で物理の研究を続ける。1928年に博士号を取得。ドイツで学問の世界にとどまり、理論ではヴェルナー・ハイゼンベルク、ヴォルフガング・パウリ、ニールス・ボーア、エンリコ・フェルミらと研究をする。また、実験物理学者アルヴァレズとの共同研究では中性子磁気モーメントの測定に成功した。

1933年にユダヤ系ということで、ナチスから逃れるためにドイツを離れ、スタンフォード大学で働くため、1934年に移住。1939年にはアメリカ合衆国に帰化。第二次世界大戦中、ロスアラモス国立研究所で原子力エネルギーの研究を行う。その後辞任し、ハーバード大学でレーダーのプロジェクトに加わっている。戦後、核誘導と核磁気共鳴の研究に専念する。これらはMRIの基礎原理である。1952年にエドワード・ミルズ・パーセルとともにノーベル賞を受賞、「核磁気の精密な測定における新しい方法の開発とそれについての発見(for their development of new methods for nuclear magnetic precision measurements and discoveries in connection therewith)」という受賞理由である。1954年-1955年に欧州原子核研究機構(CERN)の初代長官として働いている。1961年にはスタンフォード大学で物理学のMax Stein Professorとなる。

## 参照
- Physics Today 1984, 37(3), pp. 115-116.
- Nature 1952, 170, pp. 911-912.
- Nature 1954, 174, pp. 774-775.
- McGraw-Hill Modern Men of Science, McGraw-Hill, 1966, vol. 1, pp. 45-46.
- National Cyclopaedia of American Biography, James T. White & Co., 1921-1984, vol. I, pp. 310-312.